# الفرقة السرية لمحاربة الأشرار
الفرقة السرية لمحاربة الأشرار (بالإنجليزية: T.U.F.F. Puppy) هو مسلسل رسوم متحركة أمريكى من إنتاج بوتش هارتمان على نكلوديون، أول عرض له كان في يوم 2 أكتوبر من عام 2010 إلى جانب عرض كوكب شين. المسلسل هو ثالث ما أنتجه بوتش هارتمان على نكلوديون، بعد أن الوالدان السحريان (بدأ عرضه عام 2001) وداني الشبح (2004-2007). تم إلغاء المسلسل في 4 أبريل 2015.
في أوائل عام 2011، تم تجديد المسلسل لموسم الثاني بدأ عرضه في 13 مايو 2012. ويتكون أول موسمين من 26 حلقة لكل منهما، والموسم الثالث يتكون من 8 حلقات، أي ما مجموعه 60 حلقة.

## الشخصيات
- بابى
- كيتي
- كيسويك
- ذا شيف

## الأصوات العربية
- معوض إسماعيل (القائد بابي)
- مريم الخشت (المحاربة كيتي)
- شهاب إبراهيم (العالم K)
- سيد الرومي (سناب المشاكس)
- أحمد خيري (الرئيس)
- هاني عبد الحي
- سهير البدراوي
- نهى قيس
- مصطفى البراء
- فاطمة عبد السلام
- مصطفى سامي
- إيهاب فؤاد